# Haki Sharofi
Haki Sharofi (ur. 10 lub 22 kwietnia 1894 w Debarze, zm. 1977 w Tiranie) - albański nauczyciel, teolog i orientalista.

## Życiorys
Ukończył szkołę podstawową i średnią w Elbasanie. Pracował jako nauczyciel w szkołach w Manastirze i Peshkopii.
14 kwietnia 1914 r. Haki Sharofi otworzył pierwszą albańską szkołę w Peshkopii
Był sekretarzem powstałej 16 lipca 1921 r. organizacji polityczno-kulturowej Djelmnia Dibrane.
We wrześniu 1924 roku zwrócił się do albańskiego Ministerstwa Edukacji o rozwój oświaty poprzez otwieranie szkół w wielu albańskich wsiach.
Pracował w Instytucie Historycznym i w archiwum państwowym, gdzie zajmował się tłumaczeniem dokumentów z języka tureckiego, arabskiego i perskiego.
W 1993 roku otrzymał pośmiertnie tytuł Nauczyciela Ludu.

## Twórczość
- Ç’urdhëron Pejgamberi a.s.[3]
- Dita e Flamurit[1]
- Drin, o lum i gjanë[1]
- Edukatë fetare e morale[2]
- 'Feja islame s’është dogëm[3]
- Kalendari mysliman[2]
- Kurani[3]
- Një malësori[1]